# Санта Мария Нуова
Са̀нта Марѝя Нуо̀ва (на италиански: Santa Maria Nuova) е малко градче и община в Централна Италия, провинция Анкона, регион Марке. Разположено е на 249 m надморска височина. Населението на общината е 4263 души (към 2010 г.).